# Winthemia gemilis
Winthemia gemilis là một loài ruồi trong họ Tachinidae.